# Il sosia - The Double
Il sosia - The Double (The Double) è un film del 2013 diretto da Richard Ayoade, ispirato all'omonimo romanzo di Fëdor Dostoevskij.

## Trama
Simon James è un dipendente maltrattato che ha passato sette anni nella sua azienda, ma viene ignorato dal suo capo, soprannominato Il Colonnello, e dai suoi colleghi. Dal suo appartamento, osserva una collega affascinante di nome Hannah, che vive nell'appartamento di fronte al suo. La vede gettare opere d'arte e le recupera segretamente per ammirarle. Una notte, assiste al suicidio di un uomo che si getta dal piano sopra l'appartamento di Hannah. Simon parla con gli investigatori, i quali spiegano che se l'uomo fosse saltato qualche passo più a destra, avrebbe subito gravi ferite ma sarebbe sopravvissuto.
Il capo di Simon annuncia l'arrivo di un nuovo collega, James Simon, che è identico a Simon. Questo causa un svenimento di Simon al primo sguardo. James è assertivo e affascinante, l'opposto di Simon. Simon si infastidisce perché James non solo guadagna il rispetto dei loro colleghi, ma nessuno sembra notare la loro somiglianza. James, d'altro canto, nota la sofferenza di Simon. Per compassione, decide di avvicinarsi a Simon e dargli consigli su come conquistare Hannah. Successivamente, Hannah chiede a James un appuntamento attraverso Simon. Durante l'appuntamento, Simon finge di essere James, mentre il vero James gli dà istruzioni tramite un auricolare. Quando Simon diventa nervoso, i due si scambiano di posto e James bacia Hannah, suscitando l'ira di Simon. James chiede poi a Simon di sostenere un test di abilità al suo posto e seduce Melanie, la figlia scontrosa e ribelle del loro capo, a cui era stato assegnato l'incarico di insegnare, cosa a cui è riluttante.
Simon si vendica di James rivelando a Hannah che James la sta tradendo con Melanie. Furioso, James fa del ricatto su Simon per ottenere le chiavi del suo appartamento, usando foto esplicite scattate con Melanie, sapendo che il loro capo crederà che sia Simon nelle foto. Al lavoro, Simon accusa James di essere un impostore ed è licenziato dopo un accesso di follia. Sta per togliersi la vita quando vede Hannah stesa incosciente nel suo appartamento. Chiama un'ambulanza e la accompagna in ospedale, dove si scopre che non solo ha fatto un'overdose ma ha anche abortito (era rimasta incinta dopo un incontro sessuale con James). Simon riporta Hannah a casa, sollevato che sia sopravvissuta. Tuttavia, Hannah, ancora arrabbiata, dichiara che voleva morire e suggerisce a Simon di suicidarsi. Rovista tra le tasche della giacca di Simon e scopre degli orecchini che lui le aveva comprato e le sue opere d'arte recuperate.
Simon apprende la morte di sua madre e trova James al suo funerale. Simon lo colpisce e scopre che condividono le ferite; quando il naso di James sanguina, sanguina anche Simon. Simon trova Hannah e le rivela il suo desiderio di essere notato. Va nel suo appartamento e ammanetta il dormiente James al suo letto, poi si posiziona sul cornicione sopra l'appartamento di Hannah, si sposta a destra e salta. Viene gravemente ferito. Hannah accorre da lui e un'ambulanza arriva. Senza ricevere cure mediche, James ammanettato sembra sull'orlo della morte mentre giace immobile sul pavimento dell'appartamento.
All'interno dell'ambulanza, Il Colonnello e Hannah vegliano su Simon. Il Colonnello dice a Simon che è "speciale", e quest'ultimo risponde con un mezzo sorriso, "Mi piacerebbe pensare di essere unico".

## Distribuzione
Il 6 settembre 2013 viene diffuso online il primo trailer del film ed è proiettato per la prima volta l'8 settembre alla 38ª edizione del Toronto International Film Festival.
Il secondo trailer viene pubblicato il 10 febbraio 2014.
In Italia il film arriva nel mercato direct to video a partire dal giugno 2016.